# Hoe de Appingedammer in de hemel kwam
Hoe de Appingedammer in de hemel kwam is een sprookje dat zich afspeelt in de Nederlandse provincie Groningen.

## Het verhaal
Petrus rust uit bij de hemelpoort, alle plaatsen in de hemel zijn bezet en vooraan ligt een Delfzijler met een gouden ketting over zijn buik. Hij heeft Petrus voorgelogen om binnen te komen en het kon hem niks schelen dat een edele ziel door hem niet binnen kan. Petrus valt in slaap en als hij wakker wordt, staat een Appingedammer voor de poort. Petrus vertelt dat de hemel vol is en de man protesteert, hij heeft altijd hard gewerkt met hoop op het hiernamaals.
De man mag dan even door de poort kijken en hoort de engelen zingen, maar hij ziet ook enkele strandjutters uit Delfzijl. Als Petrus hoort dat er strandjutters in de hemel aanwezig zijn, wil hij het eerst niet geloven. De man uit Appingedam roept dan: "Schip op het strand, schip op het strand!". De mannen uit Delfzijl stromen de hemelpoort uit om te kijken wat er te halen valt en de Appingedammer neemt de stoel van de man met zijn gouden ketting. De mensen uit Delfzijl komen niet meer in de hemel en de Appingedammers hebben een streepje voor bij Petrus.

## Achtergronden
Er bestaan meer varianten van dit verhaal, gebaseerd op de vaak voorkomende rivaliteit tussen de bewoners van twee nabijgelegen plaatsen. Appingedam en Delfzijl liggen in Fivelingo op 5 kilometer van elkaar. Appingedam was de hoofdplaats, Delfzijl had de haven. Appingedam had stadsrechten sinds 1327, Delfzijl kreeg die pas in 1825, toen stadsrechten geen rechtskracht meer hadden. De rivaliteit bestaat tot op de huidige dag, hoewel beide steden vanaf 1 januari 2021 tot dezelfde gemeente Eemsdelta behoren.
De herkomst en ouderdom van dit volksverhaal is onbekend. Op grond van de niet aan het lokale spraakgebruik ontleende woordkeus (niet Damster maar Appingedammer en niet Delfzijlster maar Delfzijler) is verondersteld dat de bron zich buiten Groningen bevindt. Deze termen kunnen echter ook een keuze zijn van de bewerker die in 1919 het verhaal optekende. Een versie in het Gronings komt voor in Groninger Overleveringen van K. ter Laan, niet in de afdeling "Overleveringen, aan bepaalde plaatsen gebonden", maar in de afdeling "Humor".
Sprookjes met Petrus en de hemelpoort komen vaker voor, bijvoorbeeld Het kind van Maria (KHM3), De kleermaker in de hemel (KHM35), Vrolijke Frans (KHM81), Speelhans (KHM82), De dorsvlegel uit de hemel (KHM112), Het boerke in de hemel (KHM167), Jonkvrouw Maleen (KHM198) en in de kinderlegende De hemelse bruiloft (KHM209).